# Volta a Llombardia 1958
La Volta a Llombardia 1958 fou la 52a edició de la Volta a Llombardia. Aquesta cursa ciclista organitzada per La Gazzetta dello Sport es va disputar el 19 d'octubre de 1958 amb sortida i arribada a Milà després d'un recorregut de 243 km. És la darrera prova puntuable de la Challenge Desgrange-Colombo.
L'italià Nino Defilippis (Carpano) guanya la competició per davant de Miquel Poblet (Ignis-Doniselli) i del seu company d'equip Michel van Aerde.
Miquel Poblet és el primer català a acabar entre els tres primers de la classificació final. La seva fita no serà superada fins a l'edició del 2012 quan Joaquim Rodríguez guanyi la prova.

## Desenvolupament
La cursa comença a les 9:28 des de Vialba.En els primers quilòmetres es produeixen continus atacs de corredors no perillosos però que fan que la velocitat sigui alta perquè no es forma cap fuga. Finalment, Bruno Costalunga se'n va en solitari passada la localitat de Grandola. L'italià roda en solitari al capdavant de la cursa durant 50 quilòmetres fins que a Binago s'uneixen a ell Jean Stablinski, Pepino Dante i Giantonio Ricco. A un minut d'aquests homes es forma un grup perseguidor d'unes trenta unitats on hi és Miquel Poblet però no altres favorits com Rik van Looy, Fred de Bruyne, Louison Bobet o Ercole Baldini.
S'inicia la pujada al Ghisallo amb Bruno Costalunga, Giantonio Ricco i Pepino Dante encara com a cap de cursa. En la seva persecució es forma un grup amb Miquel Poblet, Nino Defilippis, Idrio Bui i Hilaire Couvreur que els va retallant terreny. Nino Defilippis és el primer a coronar (63 km a meta) comandant un grup estirat d'homes on són Idrio Bui, Frans van Looveren, Hilaire Couvreur, Diego Ronchini, Miquel Poblet, Vito Favero i Jean Forestier. Diego Ronchini escapa en el descens però és neutralitzat a 32 km de meta.
A Lissone (22 km a meta) escapen els belgues Fred de Bruyne i Rik van Looy. A menys de set quilòmetres Miquel Poblet ataca, agafa distància respecte del grup principal i s'apropa al cap de cursa però Louison Bobet reacciona i arrossega la resta del grup fins a neutralitzar al corredor català. La distància respecte del dos belgues cap de cursa es va retallant perquè aquests no ho donen tot per a no fer-li la carrera a l'altre. A 3 quilòmetres del final ho prova de nou Miquel Poblet però és controlat per Hilaire Couvreur, company d'equip de Rik van Looy. Tot i aquesta desorganització en la persecució, Fred de Bruyne i Rik van Looy són caçats a menys de dos quilòmetres del final.
La pancarta de l'últim quilòmetre és a la vista dels corredores que la confonen amb la de meta i llancen l'esprint de forma equivocada. El primer a veure l'errada és Nino Defilippis que aconsegueix uns centenars de metres decisius per emportar-se la prova per davant d'un Miquel Poblet que reacciona una mica tard, ja que es queda a només 6 metres de guanyar.

## Classificació general
|    | Ciclista                    | Equip               | Temps      |
| -- | --------------------------- | ------------------- | ---------- |
| 1  | Nino Defilippis (ITA)       | Carpano             | 6h 07' 12" |
| 2  | Miquel Poblet (ESP)         | Ignis-Doniselli     | m. t.      |
| 3  | Michel van Aerde (BEL)      | Carpano             | + 7"       |
| 4  | Jozef Schils (BEL)          | Faema               | m. t.      |
| 5  | Giuseppe Calvi (ITA)        | Ghigi-Coppi         | m. t.      |
| 6  | Pino Cerami (BEL)           | Elvé-Peugeot-Marvan | m. t.      |
| 7  | Tranquillo Scudellaro (ITA) | Torpado             | m. t.      |
| 8  | Ercole Baldini (ITA)        | Legnano             | m. t.      |
| 9  | Armando Pellegrini (ITA)    | Faema               | m. t.      |
| 10 | Angelo Conterno (ITA)       | Carpano             | m. t.      |